# Atanasie Rusnac
Atanasie Rusnac (pe numele de mirean Tudor Rusnac; n. 17 ianuarie 1982, Chișinău) este un cleric ortodox român, care, în prezent, îndeplinește funcția de Arhiepiscop al Marii Britanii și Irlandei de Nord. S-a născut la data de 17 ianuarie 1982 la Chișinău, Republica Moldova, fiind primul din cei doi fii ai lui Eugen și Ala Rusnac. În data de 12 octombrie 2010 a primit cetățenia română.

## Formarea și experiența profesională
A absolvit Liceul Real, cu profilul Matematică Fizică, din Chișinău, având numeroase participări, atât la olimpiade republicane și naționale, precum și la concursuri internaționale de fizică și matematică. În perioada august 1998 - februarie 1999, a urmat un semestru de schimb academic liceal, în localitatea Springfield, Lousiana, Statele Unite ale Americii. Între anii 2000 și 2005, a studiat la Institut National des Sciences Appliquées din Lyon – Franța. În anul 2002, a obținut diploma de inginer cu grad de Master, Specialitatea – Telecomunicații și Rețele. În anul 2002, a obținut atestatul de Studii Europene în cadrul INSA Lyon. Între anii 2004-2005, a urmat un stagiu de specializare, în domeniul IT, în aceeași localitate. Între anii 2005-2008, a lucrat, în domeniul IT, la Banca BNP PARIBAS. În perioada 2006 - 2010, a studiat în cadrul Facultății de Teologie Ortodoxă din cadrul Institutului „Saint-Serge” din Paris, iar în anul 2012, a absolvit un masterat, în drept canonic, la Facultatea de Teologie Ortodoxă „Andrei Șaguna” din Sibiu.

## Slujirea pastoral-liturgică
La data de 4 decembrie 2008 a fost tuns rasofor, primind numele de Dionisie în cinstea Sfântului Dionisie Exiguul. La 17 ianuarie 2009 a fost hirotonit diacon, iar la data de 16 aprilie preot, pe seama Centrului Eparhial și a Mănăstirii „Adormirea Maicii Domnului” de la Roma. În data de 21 aprilie 2011 a fost tuns ieromonah, pe seama mănăstirii Bivongi, primind numele de Atanasie, în cinstea Sfântului Atanasie cel Mare. La data de 15 august 2011 a fost ridicat la rangul de protosinghel, iar, doi ani mai târziu, în 2013, la cel de arhimandrit. Între anii 2009-2018, a fost preot slujitor la Paraclisul „Adormirea Maicii Domnului” de pe lângă Centrul Eparhial de la Roma. La data de 1 mai 2018 a fost hirotonit arhiereu-vicar al Episcopiei Ortodoxe Române a Italiei, cu titulatura „de Bogdania”.

## Responsabilități și realizări administrative
În anul 2008, după înființarea Episcopiei Ortodoxe Române a Italiei, a fost numit în funcția de Secretar Eparhial, iar din anul 2009 până în 2011 a îndeplinit funcția de Consilier Administrativ – Bisericesc. După intrarea in monahism, în anul 2011 a fost numit exarh al mănăstirilor din cadrul Episcopiei Ortodoxe Române a Italiei, funcție pe care a suplinit-o în perioada 2015-2018. Tot din anul 2011 și până în anul 2018, când a fost hirotonit arhiereu, a îndeplinit funcția de Vicar Eparhial al Episcopiei Ortodoxe Române a Italiei. În anul 2012, în cadrul Episcopiei Italiei se înființează Misiunea Sfântul Ierarh Nicolae pentru basarabenii și bucovinenii din Bucovina de Nord, iar funcția de coordonator al misiunii este încredințată, de atunci și până în prezent, episcopului Atanasie de Bogdania. De asemenea, din anul 2009 și până în prezent, coordonează activitatea Cancelariei Eparhiale a Episcopiei Ortodoxe Române a Italiei.

## Activitatea cultural-educațională și de reprezentare
Episcopul Atanasie de Bogdania a participat la emisiuni, la diferite posturi de radio și TV (Radio Trinitas, Trinitas TV, Radio România Actualități, Vocea Basarabiei, RAI, TVR, Casa Mia TV, Romit TV, KTO France, Doxologia etc.). De asemenea, a acordat interviuri în diferite cotidiane și posturi de radio, din țară și străinătate (România, Republica Moldova, Franța și Italia). 
A participat la numeroase evenimente culturale în România, Franța și Italia și a reprezentat Episcopia Ortodoxă Română a Italiei și Biserica Ortodoxă Română la numeroase evenimente inter-ortodoxe, inter-creștine și ecumenice.
De asemenea,  a susținut numeroase conferințe și ateliere tematice în cadrul: Congreselor Mitropoliei Ortodoxe Române a Europei Occidentale și Meridionale, Congreselor Nepsis Italia și Nepsis la nivel Mitropolitan, Conferințelor pastorale semestriale la nivel eparhial, întâlnirilor regionale ale tinerilor și în taberele de vară, organizate de Episcopia Italiei, în cadrul diferitelor filiale ASCOR și în parohii sau la nivel protopopial, cu diverse ocazii.
Episcopul Atanasie de Bogdania a reprezentat Biserica Ortodoxă Română la Întâlnirea tuturor abaților benedictini din lume (Roma, Italia, 2012 și 2016), la Congresul de Spiritualitate Ortodoxă de la Bose (Bose, Italia, 2014, 2015 și 2018) și la cea de-a XV-a întrunire generală a Sinodului Episcopilor Catolici (Vatican, octombrie 2018).
În luna mai a anului 2019, când Sanctitatea Sa, Papa Francisc I, a vizitat România, a asigurat traducerea oficială în cadrul vizitei la Palatul Patriarhiei și la Catedrala Națională (București, mai 2019).

## Activitatea științifică și publicistică
În anul 2008, la începuturile Episcopiei Ortodoxe Române a Italiei, episcopul Atanasie de Bogdania, la acea vreme rasoforul Dionisie, a realizat primul website al Episcopiei Ortodoxe Române a Italiei și a Frăției Tinerilor Nepsis Italia, fiind responsabil cu publicarea articolelor.
În anul 2011 a publicat „Cuvinte de folos pentru vremuri de încercare, în zece slove, pentru suflet folositoare”, o antologie de citate de la Sfinții Părinți, editată de Episcopia Ortodoxă Română a Italiei. Între anii 2010 - 2016 a contribuit la publicarea mai multor numere din broșura catehetică și pastorală a Episcopiei Italiei, cu titlul Merinde pentru Suflet. În perioada 2008-2018 a coordonat activitatea editorială a Episcopiei Ortodoxe Române a Italiei, fiind responsabil cu: editarea calendarelor eparhiale, editarea calendarului Tuturor Sfinților de peste an și locurile din Italia unde se pot cinsti moaștele lor, editarea și tipărirea diverselor broșuri catehetice și tematice.
Din anul 2014 și până în prezent, este vicepreședintele ediției de Italia a Revistei APOSTOLIA a Mitropoliei Ortodoxe Române a Europei Occidentale și Meridionale. În anul 2021 a fost numit vicepreședintele Revistei Theologica, a Centrului de Studii Teologice Dionisie Exiguul, funcție pe care o ocupă și în prezent. Din 2022 și până în prezent este colaborator al Portalului Creștin Ortodox Theofania al Episcopiei Ortodoxe Române a Italiei.
A publicat editoriale, reportaje, articole și studii în presa bisericească, precum și în volume omagiale, aniversare sau tematice, în revista APOSTOLIA a Mitropoliei Ortodoxe Române a Europei Occidentale și Meridionale (articole ce țin de dialogul între teologie și știință, relatări, eseuri și novele), articole în revista BOR și Theologica, Monografia Episcopiei Ortodoxe Române a Italiei în Volumul Autocefalie și Responsabilitate (Editura Basilica a Patriarhiei Române, 2010), Particolarità canoniche e giuridiche nella Diocesi Ortodossa Romena d’ Italia / Le sfide della Diaspora Ortodossa, în volumul „Ius Ecclesiasticum / In the life of the Church”, Colecția Studia Canonica (Editura Basilica, București, 2019), Pastorația românilor ortodocși din Peninsula Italică | Începuturi. Exigențe. Continuitate, în volumul „Pastorația românilor din afara României: responsabilitate eclesială și unitate etnică” (București, 2021), Biserica din diaspora italiană - întâlnirea cu Hristos și regăsirea de sine, în volumul „Diaspora Românească - Mărturii și evocări” (Editura Crimca, Suceava, 2021).
De asemenea, a susținut seminarii de Administrație Bisericească în cadrul Centrului de Studii și cercetare Dumitru Stăniloae de la Paris, seminarii, conferințe și cursuri de formare pentru clerici, pe diferite tematici, în cadrul Centrului de Studii Dionisie Exiguul al Episcopiei Ortodoxe Române a Italiei și în cadrul Centrului Dumitru Stăniloae al Mitropoliei Europei Occidentale și Meridionale;
A participat la numeroase conferințe și simpozioane internaționale, dintre care amintim: Colocviile Dionisiene (de drept canonic) – Italia (5 ediții, între 2010 – 2014), Insieme per l’Athos (Roma, Italia, 4 ediții), Homologhia e Martyrion, (Stilo, Italia, 1 noiembrie 2019), „Forme de organizare a monahismului ortodox: tradiție bimilenară și provocări contemporane” (București, 24-26 mai 2021), „Pastorația românilor din afara României: responsabilitate eclesială și unitate etnică” (București, 8-11 decembrie 2021), Conferința Europeană de Medicină și Spiritualitate Creștină (Monza, Italia, 20 – 30 Mai 2022), „Teologia canonică și Dreptul Bisericesc în Ortodoxie” (București, 20 – 21 septembrie 2023).
Limbile străine cunoscute sunt: italiana, franceza, engleza și rusa.

## Distincții și titluri
Pentru merite deosebite, episcopul Atanasie de Bogdania a primit diferite distincții și titluri, și anume: Crucea Episcopiei Ortodoxe Române a Italiei – 6 decembrie 2016, Ordinul Sfântul Apostol Andrei – conferit de către Patriarhul Daniel al Bisericii Ortodoxe Române, cu prilejul sfințirii Catedralei Naționale (25 noiembrie 2018), Engolpion și Diploma Aniversară, cu prilejul aniversării centenarului Marii Uniri - conferite de către Irineu, arhiepiscop de Alba Iuliei (2018), Distincția Eparhială Sfântul Ierarh Sava Brancovici – conferită de către Timotei, Episcopul Aradului (2020), Ordinul Național „Pentru Merit” în grad de Cavaler, conferit de președintele României Klaus Iohannis - 6 august 2020, Ordinul Sfântul Cuvios Ioan Iacob de la Neamț, noul hozevit – conferit de către Patriarhul Daniel al Bisericii Ortodoxe Române (17 decembrie 2021), Ordinul Episcop Roman Ciorogariu - conferit de către Sofronie, Episcopul Oradiei (2022), Ordinul Maica Domnului Rugătoarea – conferit de către Patriarhul Daniel al Bisericii Ortodoxe Române (30 septembrie 2022), Ordinul Sfântul Cuvios Dimitrie cel Nou – conferit de către Preafericitul Părinte Daniel, Patriarhul Bisericii Ortodoxe Române (13 iulie 2024).
La data de 23 februarie 2020 a fost numit Cetățean de onoare al orașului Bivongi (Italia).

## Afilieri
Este membru fondator al asociației de caritate a Episcopiei Ortodoxe Române a Italiei – San Lorenzo dei Romeni, ONLUS, membru al Comisiei de dialog între Teologie și Știință a Mitropoliei Ortodoxe Române a Europei Occidentale și Meridionale, membru al Comisiei canonice, juridice și pentru disciplină a Sfântului Sinod al Bisericii Ortodoxe Române și membru al Societății pentru Drept Canonic al Bisericilor Răsăritene (din 2019).
1. ↑  „Preasfințitul Părinte Arhiereu-Vicar Atanasie de Bogdania”.
2. ↑  „Preasfințitul Părinte Arhiereu-Vicar Atanasie de Bogdania”.
3. ↑  „Preasfințitul Părinte Arhiereu-Vicar Atanasie de Bogdania”.
4. ↑  „Preasfințitul Părinte Arhiereu-Vicar Atanasie de Bogdania”.
5. ↑  „Cugetări la Evanghelie | PS Atanasie de Bogdania”.
6. ↑  „Preasfințitul Părinte Arhiereu-Vicar Atanasie de Bogdania”.
7. ↑  „Preasfințitul Părinte Arhiereu-Vicar Atanasie de Bogdania”.
8. ↑  „Preasfințitul Părinte Arhiereu-Vicar Atanasie de Bogdania”.